# 玻璃艦隊
《玻璃艦隊》，是GONZO製作的电视动画，由朝日放送和朝日電視台在2006年播出，原定播放26集。朝日只播放23集，後來將後面數集剪成第24集再播放。

## 故事內容
遙遠未來。人類大多數的人遵從信仰宗教的教義從行星離開，把領土化做了的宇宙艦隊而出沒於銀河各地，產生類似中世紀歐洲的貴族主義橫行的戰亂時代。
在那個世界中古老貴族聯合艦隊與威迪所率領的新貴族艦隊展開一場大決戰。新貴族艦隊獲得勝利後威迪統一各國。並且建立神聖帝國對人民進行各項暴政，組成以貴族為主的政治體制。但是一位的年輕的沒落貴族米歇爾提出人民解放運動並組成軍隊。可是在有壓倒性的作戰能力的神聖帝國軍前，終於在帝國艦隊前迎接敗北。
那時，一陣好似旋風般，閃亮放光的一艘戰艦擊退帝國軍艦。以為救世主人的出現米歇爾主動要求幫忙，但是船員們粗暴的舉止和艦長疾風克雷歐那桀傲不遜的態度，讓米歇爾認為他們只是幹所謂海盜行為的壞蛋們。
說明了自己「以前被貴族聯合毀滅了的王室唯一的倖存」的克雷歐，斷言將使用這個無敵的戰艦取得天下，而和威迪偶遇引發的打鬥也開啟兩人一輩子的爭鬥。

## 登場角色

### 人民軍／克雷奧一行
- 米歇爾維潘（声優：甲斐田裕子）

全名為「米歇爾・艾席爾・維潘・德・卡貝爾」（本名是萊辛‧普蘭修‧潘維）
作為銀河中有名的名門貴族因為受到神聖帝国侵入的影響而喪失父親與哥哥，為拯救將要日落西河的潘維家而擔任當家。
以侍女希維亞為帶頭而被其高潔的靈魂所吸引並且受到多數女性的崇拜（當然男性也是）。
有著如果是身為男性會相當可惜的美貌，這也是因為真正的哥哥米歇爾維潘已經死去（声優：櫻井孝宏）於是為了代替他組織人民軍，所以才女扮男裝。故事開始時除了潘維家的人以外大家都不知道她是女的，後來在克雷歐等人於玻璃戰艦上看到她的裸體以後，她才說出整個真相。
就像前述所說，因為憂心銀河的現況而組成人民軍，原本組織的狀況並不好，直到克雷歐出現才開始逆轉整個情況，而克雷歐也加入人民軍。
除了最終話以外，在各話開頭會有米歇爾以彷彿詩般的台詞來回憶整個事情。
- 疾風克雷歐（声優：津田健次郎/少年期：朴璐美）

全名為「克雷歐・艾依奧羅斯・柯爾沛攸・威爾」
驅動著在銀河中發出燦爛光芒的“玻璃戰艦”企圖獲取天下的風雲兒。
自稱為「已經被滅的王室後裔」。與同伴們一起進行海盜活動，為了王室的復興而積蓄著軍資金。
性格“粗野、豪爽、細膩”。會照著自己的理念而行動，是被米歇爾所認可的人物，絕對堅守信念的男人。
喜歡稱自己為“風”以明確代表自己個性，在裡面說過多次以風比喻的語錄。
與宿敵威迪初次見面就展開戰鬥。認為最後會與他一決雌雄。
- 愛玫爾（声優：植田佳奈）

克雷歐一行人的一點紅。和其可愛的臉相反的有著不像女生的口氣和態度，周遭的人也都不把她當作女生對待。在登上玻璃戰艦前是以老大之姿君臨整個貧民區。戰鬥時會用小刀對付敵人，另外喜歡克雷歐。
有著能夠完全駕馭玻璃戰艦的實力，擔任航宙士（也就是所謂的駕駛員）。
- 諾威（声優：白石涼子）

在克雷歐手下負責情報處理，看起來有些許的自閉和貧弱的眼鏡少年。平時都是與同齡的愛玫爾一起工作（實際上都被愛玫爾當作玩具耍，不過暗戀著她）。
有著宇宙首屈一指的暗号士（駭客）能力，是破解貴族連合艦隊最重要暗号的唯一一人（因為這個原因而遭追殺，被克雷歐所救並被他錄用）。
有著極度深的近視。眼鏡掉下時，會像横山やすし一邊說著「眼鏡眼鏡」一邊尋找著，是本作中相當搞笑的慣例場景。
- 哈薩克（声優：山口太郎）

玻璃戰艦的巨漢砲術士。在玻璃戰艦的特徵戰術中，會把前線的敵艦以“直取核心”的方式擊倒，另外也負責標記攻擊目標（用王家紋章打出電子光束來標記）。
平常時沉默寡言而且不知道在思考什麼，但是如果戴上愛用頭盔的話，會把積存的感情爆發出來並發出「王家的xx，攻擊」。（xx的地方每次都會有所改變，像是：「王家直傳的劍術、攻擊ー!!」）的台詞來殲滅敵人(相反的如果頭盔被摘下，戰鬥力會大幅下降）。另外偷偷暗戀希維亞。　
- 巴達克（声優：樫井笙人）

克雷歐一行人中看起來最容易溝通的人，有著細長身材的中年男子。並且留著細長的鬍子和戴著眼帶。
根據本人談到，自己曾加入被稱為最偉大軍人・賈維提督的軍隊中並成為他的的心腹。
以超群的機械技術進入玻璃戰艦中並且擔任輪機士。
- 約翰（声優：宮林康）

米歇爾的管家。本名是約翰‧瑞克‧席爾瓦尼赫魯。一開始對於像是壞蛋的克雷歐等人沒有好感，但因為米歇爾的意思而順從他們。
通常不會參加戰鬥，不過也發生因為米歇爾有危機而穿著盔甲去救她的事情。
- 希維亞（声優：伊藤静）

米歇爾的専屬女僕。全名是希維亞‧摩耶‧席爾瓦尼赫魯。同時也是約翰的孫女，一開始與祖父一樣對於克雷歐他們沒有好感
因為憧憬米歇爾而學習武藝，有著相當的實力，但在本作從未戰鬥過。
雖然不是愛玫爾，但也有操控整艘戰艦的能力。
- 迪奧特力克（声優：大川透）

人民軍的領袖。本職是名漁夫。
- 海克達（声優：飯田浩志）

擔任人民軍的参謀的醫学生，最後背叛人民軍與帝國軍談和。
- 伊薩貝爾:（声優：吉川亞紀子）

人民軍的婦女部代表。

### 神聖帝國／神聖皇帝軍
- 威迪・史佛查（声優：石田彰）

全名為「威迪・魯耐德・史佛查・德・羅斯普雷」
神聖帝国初代皇帝。有著一頭金髮和一對發出妖豔光芒的虹膜異色症瞳孔的美青年。有著卓越的戰鬥能力和戰略能力並且想要稱霸銀河。為了尋求新的力量，而與十字星教教皇科魯那的女兒雷倩兒結了一個沒有愛情的政治婚姻(但是雷倩兒之後還是愛上他了)。
有著同性戀的傾向。數年前在米歇爾(真正的米歇爾)還是貴族時，在要選出銀河最強劍士的大會上因為彼此對決而對他產生了愛慾，為了要讓他成為自己的東西而在他背後留下了十字型傷痕(萊辛後來也刻了一個在自己背後)，由於當時的萊辛還沒代替哥哥米歇爾，所以威迪並沒有注意到之後這位米歇爾的原型(後來發現真相後，反而憤怒的把她趕走)。在與米歇爾再次相見時，也與宿敵克雷歐有了一段命運的邂逅，所以反而開始迷戀上克雷歐。
因為察覺自己的死期將近，因此企圖完全征服銀河。而目的就是為了要找出一台能控制時間的古代戰艦並利用它延長自己的生命。
實際上是克雷歐的雙胞胎兄弟，最後的國王‧馬可努斯的真正兒子。
- 拉爾夫（声優：釘宮理恵）

全名為「拉爾夫・菲查齊拉魯德・帝翁・德・拉古」
神聖帝国最高幹部中的一人。雖然是男生但有著楚楚可憐的外貌和嬌小的身材，以彷彿侍童的身份而經常在威迪旁邊服侍他。
雖然是因為受到寵愛而獲得目前的地位，但卻擁有能與諾威相比的駭客實力。
只專注在威迪身上。已經達到那種如果沒有經常受到威迪的注目就會活不下去的程度。所以經常反對威迪與雷倩兒結婚，但在知道威迪將死的真相後，反而同意他們的婚約並且還說服想要拒絕的雷倩兒和威迪結婚。但在故事後段還未見到統一銀河之前，就被雷倩兒殺害而被丟入黑十字裡。
- 吉拉德（声優：大川透）

神聖帝国最高幹部中的一人。為神聖皇帝軍艦隊提督並且在艦隊戰的前線中表現其勇猛果敢的指揮能力。在和貴族連合艦隊大決戰時，代替威迪指揮新貴族艦隊。
- 克蘭德（声優：青山穰）

神聖帝国最高幹部中的一人。神聖皇帝軍的参謀。把自己感情隱藏在宛若面具的臉孔下，總是在策畫著事情。掌控人偶部隊、特殊戰略隊等複数的直屬部隊。和人民軍和平交渉時，成功締結對神聖皇帝軍有利的條約，所以在事實上，人民軍等同消滅。另外在第26集，有著在戰略面上壓倒由伊莎貝爾所指揮的人民軍艦隊的實力。
- 瓊斯・佛爾伯爵（声優：田中總一郎）

參加神聖皇帝軍貴族。因為常年吃著被賜與的美食，所以有著超越常人想像的肥胖體型。有著在眼睛和下巴、嘴巴的上中下累積4段カイゼル鬍的魅力。
經常有女僕陪伴著，而數名特別優秀的女僕則在戰闘時擔任自己戰艦的操控士（這些女僕們會對伯爵以「大人大閣下」稱呼著）。
- 賈斯（声優：加藤將之）

克蘭德其中之一直屬部隊“人偶部隊”的隊長。一度抓到米歇爾，但被克雷歐奪回、自分的旗艦也遭到他的破壞。
- 吉魯（声優：櫻井孝宏（二役））

克蘭德直屬部隊“人偶部隊”的隊員。與米歇爾的哥哥非常相似。劍術實力相當強，不但打倒米歇爾，連克雷歐也差點打不過他。實際上被認為他就是對抗神聖帝國軍因而戰死的萊辛的哥哥，真正的米歇爾維潘。
- 渥爾克薩涅（声優：稻田徹）

克蘭德直屬精鋭部隊、特殊戰略隊的師団長。執行入侵博魯特的行動並且對作為人質的B.B和米歇爾說「正義不一定只限於一個，人應該要為了守護人民才有正義」，是個單純而且最能說出真相的人物。事實上，B.B能完全理解他的這一段話，因此決意再次加入人民軍。

### 十字星教
- 科魯那教皇（声優：菅生隆之）

作為在宇宙中持續擁有重大影響力的十字星教現任教皇。他所擁有的領土和財產都足以和一個國家匹敵。
暗中以資金贊助威迪，對於神聖帝國的誕生有所貢獻。對威迪提出把女兒雷倩兒嫁給他。但實際上卻是想要暗中奪取威迪在帝國的實權。
- 雷倩爾（声優：柚木涼香）

科魯那的女兒。遵從十字星教的教義，從出生開始就戴著奇怪的鐵面罩。在十八歲的生日所舉辦被稱為“痛苦儀式”的揭開面罩典禮中，把她美貌曝露在眾人面前。
擁有高貴的教養和品格，在威迪追求自己看穿他真正的目的。可是威迪破天荒的數次向她求婚，雖然知道他是假意的但卻被他吸引而動心。最後親自殺了自己的父親，帶領信徒前往黑十字之中。

### 中立勢力
- B・B:（声優：唐澤潤）

宇宙首屈一指擁有富可敵國財力的博爾特家領主。雖然是名妙齡女郎但卻擁有公爵的地位、喜歡喝著自己領地作的葡萄酒，每天的生活都充滿了酒和玫瑰。名字雖然叫作「B・B」但可能是簡稱，本名不詳。
以前是威迪的保護人並且有過一段男女關係，但是威迪利用她攀上高位後就離開了他。之後帝國軍和人民軍同樣要爭取她的支持，所以威迪前往她那邊企圖修補關係，不過因為提出的條件不足遭到她的拒絕。

### 舊王室
- 吉爾蒂（声優：上村典子）

居住在這個被認為是不淨世界的預言家。有著少女的臉孔但卻有著老人的聲音，實際年齡則是個疑問。前往星球上給予威迪和克雷歐完全一樣的預言。
這個預言暗示著宇宙的未來，被推測是本作的主幹人物。
第3集，吉爾蒂在對話時嘴巴完全沒動。然後克雷歐、威迪在「預言之間」見到她時，她的周圍卻有著許多齒輪在轉動。在第２４集時，才知道原來她是過去服侍舊王室的仿生人。
- 賈維提督（声優：小川真司）

服侍舊王室的傳說軍人。是服侍科魯佩伊王的天才戰略家，為了保護王室，鎮壓反叛的貴族而失敗，因此被監禁在歐魯雷安星球二十多年，在這段時間知道整個銀河的真相。
給了克雷歐很大的影響，讓他能改變自我中心的個性，所以被克雷歐當作老師而養慕。
後來與克雷歐等人逃離被監禁的星球，在一次事件中為了掩護克雷歐他們而與威迪戰鬥，並且發現威迪身上的真相，但遭到威迪殺死。
- 艾卡魯德（声優：斧篤/中井和哉（28年前））

養育克雷歐的親人。不但是劍術高手也是最後的國王馬可奴斯從小到大的好友。克雷歐所駕駛的玻璃戰艦，原來是馬可努斯贈與給艾卡魯德的軍艦。
- 馬可努斯（声優：成田劍）

舊王室最後的國王，克雷歐的真正父親。在王室被滅之日時遭到之後成為教皇的科魯那所暗殺。
- 艾魯維亞（声優：嘉數由美）

最後的國王‧馬可努斯之妻，克雷歐的母親。是批評十字星教相當有力的貴族之女。在王室被滅時為了追隨被暗殺的馬可努斯而自殺身亡。

## 用語解說
- 索雷攸－古代所殘留的技術之一

可生出光與熱的未知物質。浮在領土戰艦上方的太陽即是索雷攸。也為戰艦的動力來源。又索雷攸(音譯)在法語中為「太陽」的意思。
- 黑十字

位於銀河中央的巨大未知物體。從太古時代起就緩慢逐漸地吞食該銀河。也是造成當初移民經過的老祖先們被引力吸引而無法脫離該銀河的元兇。
亦為十字星教的信仰對象，該教義強調越過黑十字星即可達到理想中的超銀河。但是黑十字星基本上是無法被解讀的黑洞的一種，不僅無法通過，一旦碰觸到也只有徹底消失的結果。
- 玻璃戰艦

克雷奧所駕駛並刻有舊王室紋章的玻璃戰艦。全長198.8m，雖然僅為其他戰艦一半大小的小型高速戰艦，但其移動力跟火力可是很驚人的。其裝甲為舊王家才有的極密技術所製造的特殊玻璃，一般彈藥攻擊很難破壞。
有著其他戰艦所沒有的「拔除心臟」的突擊模式。
- 領土戰艦

浮在宇宙中，人民生活其中的「都市型宇宙戰艦」(太空城市)。戰艦周圍有空氣層包圍，並有著索雷攸提供著光與熱維持的人基本生活所需。
- 移民船

太古時代為了找尋新天地而到處旅行的祖先們所乘坐的巨型領土艦(太空城市)，劇中分裂後的各個領土戰艦為其部分。

## 製作群
- 原作：GONZO
- 監督：大原実
- 系列構成：米村正二
- 人物設計原案：okama
- 動畫人物設計・総作画監督：渡部裕子
- 機械設計：河森正治・宮武一貴
- コンセプトアドバイザー：出渕裕
- 3D CGI導演：八木下浩史
- 美術監督：脇威志
- 色彩設計：西香代子
- 攝影監督：阿部照男
- 編集：肥田文
- 音響監督：明田川仁
- 音響制作：マジックカプセル
- 音樂：山下康介
- 動畫制作：サテライト・GONZO
- 製作：朝日放送・GDH・創通エージェンシー・ソニー・ピクチャーズ エンタテインメント

### 主題曲
- 片頭曲：ツヨクツヨク

演唱：mihimaru GT
- 前期片尾曲：ナミダドロップ

演唱：Plastic Tree
- 後期片尾曲：彼方へ

演唱：ANZA

## 各集標題
| 集数 | 標題（中文翻譯） | 標題（日文原文）          |
| ---- | ---------------- | ------------------------- |
| 01   | 宛如流星…        | 流星のごとく…             |
| 02   | 宛如疾風…        | 疾風のごとく…             |
| 03   | 宛如命運…        | 運命のごとく…             |
| 04   | 宛如傷痕…        | 疵痕（きずあと）のごとく… |
| 05   | 宛如假面…        | 仮面のごとく…             |
| 06   | 宛如小丑…        | 道化のごとく…             |
| 07   | 宛如斥責…        | 叱咤のごとく…             |
| 08   | 宛如真實…        | 真実（まこと）のごとく…   |
| 09   | 宛如流轉…        | 流転のごとく…             |
| 10   | 宛如惡鬼…        | 悪鬼のごとく…             |
| 11   | 宛如餓狼…        | 餓狼のごとく…             |
| 12   | 宛如落日…        | 落日のごとく…             |
| 13   | 宛如迷宮…        | 迷宮のごとく…             |
| 14   | 宛如黎明…        | 夜明のごとく…             |
| 15   | 宛如威風…        | 威風のごとく…             |
| 16   | 宛如回天…        | 回天のごとく…             |
| 17   | 宛如擁抱…        | 抱擁のごとく…             |
| 18   | 宛如飛翔…        | (17)飛翔のごとく…         |
| 19   | 宛如獅子…        | (18)獅子のごとく…         |
| 20   | 宛如霸道…        | (19)覇道のごとく…         |
| 21   | 宛如瓦解…        | (20)瓦解のごとく…         |
| 22   | 宛如憧憬…        | 憧憬のごとく…             |
| 23   | 宛如深紅…        | (21)深紅のごとく…         |
| 24   | 宛如修羅…        | (22)修羅のごとく…         |
| 25   | 宛如血戒…        | (23)血戒のごとく…         |
| 26   | 宛如喝采…        | (24)喝采のごとく…         |

## 相關書籍

### 小說
- ガラスの艦隊 第1巻 (単行本)

先崎 綜一 (著), 大原 実 (著) 
単行本: 255ページ 
出版社: ゴマブックス (2006/11/24) 
ISBN 4777104974
ISBN 978-4777104970
価格： ￥ 1,260 （含税）  
発売日： 2006/11/24 
商品の寸法: 18.8 x 12.8 x 2 cm 
- ガラスの艦隊 第2巻 (単行本)

ガラスの艦隊制作委員会 (著), 先崎 綜一 (著), 大原 実 (著) 
単行本: 262ページ 
出版社: ゴマブックス (2006/12/8) 
ISBN 4777105199
ISBN 978-4777105199
価格： ￥ 1,260 （含税）   
発売日： 2006/12/8 
商品の寸法: 19 x 13 x 1.8 cm 
- ガラスの艦隊 第3巻 (単行本)

先崎 綜一 (著), GONZO (著), 大原 実 
単行本: 231ページ 
出版社: ゴマブックス (2006/12/13) 
ISBN 4777105202
ISBN 978-4777105205 
価格： ￥ 1,260 （含税） 
発売日： 2006/12/13 
商品の寸法: 18.8 x 12.8 x 1.8 cm 

### 設定集
- ガラスの艦隊 公式設定資料集 愛蔵のごとく (ENTERTAINMENT ARCHIVE SERIES 5) (大型本)

高嶋 規之 (著) 
出版社: 新紀元社 (2007/7/28) 
言語 日本語 
ISBN 4775305611
ISBN 978-4775305614 
価格： ￥ 2,100 （含税）
発売日： 2007/7/28 
商品の寸法: 25.6 x 18 x 1.8 cm 

### DRAMA CD
- ガラスの艦隊~ドラマCD特別編~

価格： ￥ 3,000（含税） 
CD (2006/12/21) 
ディスク枚数: 1 
レーベル: オンザラン 
収録時間: 75 分 
ASIN: B000K2VF2A

## 外部連結
- Official Site （页面存档备份，存于） （日語）
- Official Animax-Asia website
- Glass Fleet在動畫新聞網的百科全书中的资料
- Glass Fleet at Funimation （页面存档备份，存于）